# Регулятор тиску
Регулятор тиску (рос. регулятор давления; англ. pressure controller, pressure regulator; нім. Druckventil n, Druckregler m) — автоматичний пристрій, чутливим елементом якого служить мембрана або поршень, силове замикання рухомої системи здійснюється вантажем або пружиною (задавач), а дія основана на використанні тиску робочого середовища, яке транспортується по трубопроводу. Регулятор тиску призначений для автоматичного підтримування тиску на заданому рівні в трубопроводі після (регулятор тиску «після себе») або до регулятора (регулятор тиску «до себе»). В регуляторах тиску «після себе» камера над мембраною з'єднується з трубопроводом після регулятора тиску (за напрямом потоку), а в регуляторах тиску «до себе» — навпаки, з трубопроводом до регулятора. Необхідна величина тиску встановлюється задавачем, створенням зусилля під мембраною вантажем на важелі або стиснутою пружиною.